# Alpes Lepontinos

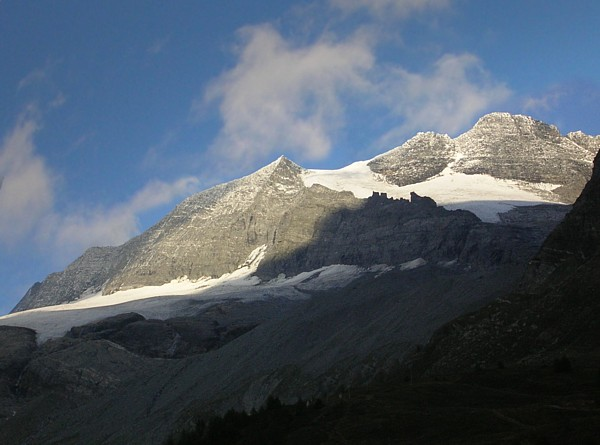
El Monte Leone, cumbre más alta de los Alpes Lepontinos, separa Suiza de Italia.

Los Alpes Lepontinos (en italiano, Alpi Lepontine) son una sección del gran sector Alpes del noroeste, según la clasificación SOIUSA. Su pico más alto es Monte Leone, con 3.552 m s. n. m. El nombre proviene de los leponcios, antigua población que habitaba en estos montes.
Se encuentran en la parte central de los Alpes. Ocupan un territorio que abarca Suiza (Valais, Tesino y Grisones) e Italia (Piamonte). Los puertos de montaña de Furka, San Gotardo y la zona alta del valle del Ródano los separan de los Alpes berneses y los Alpes de Uri; el puerto del Simplón lo separa de los Alpes Peninos; el valle del Rin y el puerto de Oberalp hace lo propio frente a los Alpes glaroneses; finalmente, el puerto de Splügen lo separa de los Alpes Centrales Orientales.
Los Alpes Lepontinos son drenados por el Ródano al oeste, el Reuss al norte, el Rin al este y el Tesino y Toce al sur.
El túnel ferroviario de Simplon, desde la localidad suiza de Brig hasta Domodossola en Italia, el túnel ferroviario San Gotardo y el resto de los túneles del mismo paso (desde Andermatt hasta Airolo) y el túnel de San Bernardino son las arterias de comunicaciones más importantes.

## Clasificación
Según la Partición de los Alpes del 1926 los Alpes Lepontinos eran una sección de los Alpes centrales subdividida en los tres grupos siguientes:
- Grupo del Monte Leone
- Grupo de Adula
- Alpes Ticineses.

Según la SOIUSA del 2005 los Alpes Lepontinos son una sección de los Alpes del noroeste.

## Subdivisión
Los Alpes Lepontinos, según la SOIUSA se subdividen en tres subsección y diez supergrupos:
- Alpes de monte Leone y san Gottardo
  - Monte Leone-Blinnenhorn
  - Cadena Rotondo-Centrale-Piz Blas
- Alpes Ticineses y del Verbano
  - Basodino-Cristallina-Biela
  - Onsernone
  - Togano-Laurasca-Limidario
  - Campo Tencia-Zucchero-Madone Grosso
- Alpes de Adula
  - Medelser-Terri
  - Grupo de Adula
  - Montes del Spluga
  - Cadena Mesolcina

## Mayores elevaciones
Las mayores elevaciones, son:
| Nombre              | Elevación |
| Nombre              | metros    |
| ------------------- | --------- |
| Monte Leone         | 3.561     |
| Rheinwaldhorn       | 3.402     |
| Guferhorn           | 3.393     |
| Blindenhorn         | 3.384     |
| Basodino            | 3.276     |
| Tambohorn           | 3.276     |
| Helsenhorn          | 3.274     |
| Wasenhorn           | 3.255     |
| Ofenhorn            | 3.242     |
| Cherbadung          | 3.213     |
| Piz Medel           | 3.203     |
| Scopi               | 3.200     |
| Pizzo Rotondo       | 3.197     |
| Pizzo dei Piani     | 3.158     |
| Piz Terri           | 3.151     |
| Piz Aul             | 3.124     |
| Pizzo di Pesciora   | 3.123     |
| Wyttenwasserstock   | 3.084     |
| Campo Tencia        | 3.075     |
| Leckihorn           | 3.069     |
| Bruschghorn         | 3.054     |
| Alperschellihorn    | 3.045     |
| Piz Blas            | 3.023     |
| Monte Giove         | 3.010     |
| Pizzo Centrale      | 3.003     |
| Pizzas d'Annarosa   | 3.002     |
| Piz Beverin         | 3.000     |
| Weisshorn (Splugen) | 2.992     |
| Pizzo Lucendro      | 2.959     |
| Piz Tomul           | 2.949     |
| Piz Cavel           | 2.944     |
| Barenhorn           | 2.932     |
| Six Madun (Badus)   | 2.932     |
| Piz Muraun          | 2.899     |
| Zervreilerhorn      | 2.898     |
| Monte Cistella      | 2.851     |
| Piz Lukmanier       | 2.778     |
| Monte Prosa         | 2.738     |
| Pizzo Columbe       | 2.549     |
| Monte Camoghe       | 2.226     |
| Piz Mundaun         | 2.065     |
| Monte Generoso      | 1.704     |
| Monte San Salvatore | 916       |

## Lista de los puertos de montaña
Los principales puertos de los Alpes Lepontinos son:
| Pasos montañosos        | Unen                                   | Tipo                | Altura | Altura |
| Pasos montañosos        | Unen                                   | Tipo                | m      | pies   |
| ----------------------- | -------------------------------------- | ------------------- | ------ | ------ |
| Paso Zapport            | Hinterrhein a Malvaglia y Biasca       | sendero sobre hielo | 3,079  | 10,103 |
| Guferlücke              | Canaltal a Lentatal (en Valais, Suiza) | sendero sobre hielo | 2,980  | 9,777  |
| Lentalücke              | Hinterrhein a Vals                     | sendero sobre hielo | 2,954  | 9,692  |
| Paso de Hohsand         | Binn a La Frua (cascada Toce)          | sendero sobre hielo | 2,927  | 9,603  |
| Paso de Lecki           | Realp a Oberwald VS                    | sendero sobre hielo | 2,912  | 9,554  |
| Paso Rotondo            | Airolo a Oberwald                      | sendero sobre hielo | 2,880  | 9,449  |
| Paso de Kaltwasser      | Hospital del Simplón a Alpe Veglia     | sendero sobre hielo | 2,844  | 9,331  |
| Paso de Scaradra        | Vals a Olivone                         | sendero             | 2,770  | 9,088  |
| Satteltelücke           | Vals a Vrin                            | sendero             | 2,768  | 9,082  |
| Paso de Ritter          | Binn a Alpe Veglia                     | sendero sobre hielo | 2,692  | 8,832  |
| Paso de Cavanna         | Realp a Bedretto                       | sendero sobre hielo | 2,611  | 8,566  |
| Scatta Minoia           | Devero a Formazza                      | camino de herradura | 2,597  | 8,521  |
| Bocchetta di Cadlimo    | Airolo al Paso del Lucomagno           | sendero             | 2,542  | 8,340  |
| Valserberg              | Hinterrhein a Vals                     | camino de herradura | 2,507  | 8,225  |
| Safierberg              | Splügen a Safien                       | camino de herradura | 2,490  | 8,170  |
| Puerto de Nufenen       | Ulrichen a Airolo                      | carretera           | 2,478  | 8,130  |
| Paso de Geisspfad       | Binn a Devero                          | sendero             | 2,475  | 8,120  |
| Paso de Grie            | Ulrichen a La Frua                     | camino de herradura | 2,468  | 8,098  |
| Passo di Naret          | Fusio a Airolo                         | camino de herradura | 2,443  | 8,015  |
| Paso de Valtendra       | Alpe Veglia a Devero y Baceno          | camino de herradura | 2,431  | 7,976  |
| Paso de Diesrut         | Vrin a Sumvitg                         | camino de herradura | 2,424  | 7,953  |
| Paso de Albrun          | Binn a Devero y Baceno                 | camino de herradura | 2,410  | 7,907  |
| Paso de la Greina       | Olivone a Sumvitg                      | camino de herradura | 2,360  | 7,743  |
| Paso de Campolungo      | Fusio a Dalpe                          | sendero             | 2,313  | 7,605  |
| Paso de San Giacomo     | Airolo a La Frua                       | camino de herradura | 2,308  | 7,573  |
| Paso de Buffalora       | Mesocco al Val Calanca                 | sendero             | 2,265  | 7,431  |
| Paso del Uomo           | Quinto (Suiza) al Paso del Lucomagno   | sendero             | 2,212  | 7,258  |
| Paso Nara               | Faido a Leontica                       | sendero             | 2,123  | 6,965  |
| Paso del Spluga         | Thusis a Chiavenna                     | carretera           | 2,117  | 6,946  |
| Paso del San Gotardo    | Andermatt a Airolo                     | carretera           | 2,114  | 6,936  |
| Paso del San Bernardino | Thusis a Bellinzona                    | carretera           | 2,063  | 6,769  |
| Paso del Lucomagno      | Disentis a Olivone                     | carretera           | 1,917  | 6,289  |